# 9-я танковая бригада
9-я танковая бригада — танковая бригада РККА времён Великой Отечественной войны.

## История

### Формирование
9-я танковая бригада была сформирована 26 сентября 1941 года в городе Костерёво по штатам № 010/75 — 010/83 и 010/87 от 13 сентября 1941 г. Состав танковой бригады:
- Управление бригады [10/75] — 54 чел.
- Рота управления [10/76] — 175 чел.
- Разведывательная рота [10/77] — 107 чел.
- 9-й танковый полк [010/87] — 422 чел. (подполковник И. А. Вовченко)
  - 1-й танковый батальон
  - 2-й танковый батальон
- Мотострелково-пулемётный батальон [010/79] — 422 чел.
- Зенитный дивизион
- Ремонтно-восстановительная рота [010/81] — 91 чел.
- Автотранспортная рота [010/82] — 62 чел.
- Медико-санитарный взвод [010/83] — 28 чел.

Командиром бригады был назначен полковник И. Ф. Кириченко, комиссар бригады — полковой комиссар А. М. Костылёв.

### Оборона Москвы
В сентябре 1941 года Генеральный штаб Красной Армии готовил контрнаступление для деблокирования Ленинграда. Для этого собирались резервы в состав вновь созданной 4-й армии. Наряду с 32-й стрелковой дивизией, переброшенной из Дальневосточного военного округа, в состав 4-й армии была включена 9-я танковая бригада (полевая почта 9245). Однако когда стала очевидной вяземская катастрофа под Москвой, 6 октября 1941 года 9-я танковая бригада получила приказ на погрузку в эшелоны и отправку под Москву для прикрытия отхода войск на рубежи Можайской линии обороны.
По оценке российского историка А. В. Исаева, «эта бригада была, пожалуй, лучшей из всей „танковой завесы“ Западного фронта.»
Первый эшелоны с 9-й танковой бригадой прибыл в Балабаново 10 октября, остальные были еще в пути. Состав бригады: личного состава — 2052 человек, танков КВ — 7, Т-34 — 22, Т-40 — 32. Бригада начала сосредоточиваться под Боровском в районе Белкино. В связи с начавшимся прорывом 57-го моторизованного корпуса вермахта генерал-армии Г. К. Жуков 12 октября в 21:00 дал команду немедленно отправить 9-ю танковую бригаду через Боровск в Верею. Через два часа поступило изменение приказа — бригаду срочно выдвинуть в Боровск. Через полтора часа в штаб 43-й армии ушла «новая поправка» — распоряжение о выходе в Боровск отменено, 9-я танковая бригада форсированным маршем отправлена южнее Малоярославца на ликвидацию разрыва между 43-й армией и ее южного соседа — 49-й армией.
13-14 октября бригада действовала в районе Башмаковки. 15 октября в 8 утра противник повел наступление в направлении Недельное и Башмаковка силою до полка с артиллерией и 10-ю танками. Наступление поддерживалось пикирующими бомбардировщиками, минометным и автоматическим огнем. Наступление противника 9-й танковой бригадой было отбито. В этот же день, в связи с резким ухудшением обстановки под Боровском и его оккупации, командование Западного фронта приказало 43-й армии восстановить положение под Боровском и вернуть город. С этой целью на усиление Боровского направления были направлены 9-я танковая бригада, а также 17-я танковая бригада и батальон 152-й мотострелковой бригады. Однако 9-я танковая бригада, ведя тяжелейшие бои под Башмаковкой, сумела выйти из боя только через день.
На 16 октября 1941 года в строю бригады насчитывался 51 танк: 18 Т-34-76 и 33 лёгких танка.
16 октября головной отряд танкового полка 9-й танковой бригады в составе 7 Т-40, 1 Т-34, 1 КВ прибыл в район Воробьи в 12:40. Мотострелковый батальон и весь колесный автотранспорт из-за непроходимости дорог задерживался. 17 октября бригада сосредотачивалась северо-восточнее Боровска в районе Митяево. 18 октября в связи с прорывом 19-й танковой дивизии вермахта по Варшавскому шоссе и оккупации Малоярославца, 9-я танковая бригада вступила в бой в районе Воробьи. В этом районе бригада, совместно с 201-й воздушно-десантной бригадой, отражала атаки противника до 21 октября, имея к этому дню до 60 % потерь. Вечером, 21 октября 9-я танковая бригада была выведена из боя и направлена в район западнее Каменки.
В ходе боёв на Варшавском шоссе, 18 октября, 9-ю танковую бригаду включили в состав 33-й армии, но затем, на следующий день, вернули обратно в 43-ю армию.
В конце октября 9-я танковая бригада действовала на Подольском направлении, ведя упорную оборону на рубеже реки Истья, обеспечив 43-й армии занятие рубежа обороны по реке Нара. На 28 октября 1941 года в бригаде насчитывалось 55 танков, в том числе: 7 КВ-1, 20 Т-34, 28 Т-40 В ноябре 1941 года при обороне Каменского противотанкового района занимала позиции во второй полосе армии, оборона осуществлялась системой танковых засад. Бригада прочно закрепилась на рубеже реки Нара по Варшавскому шоссе, танки были расставлены в капаниды (глубокие траншеи, из которых видна только башня танка, что затрудняло попадание немецких снарядов). На 16 ноября 1941 года бригада насчитывала 40 танков, в том числе: 3 КВ-1, 11 Т-34, 26 легких танков.
25 ноября на основании приказа командующего Западным фронтом № 0204 9-я танковая бригада вышла из состава 43-й армии, сдав свой участок обороны 24-й танковой бригаде. Место назначение бригады менялось несколько раз, в итоге уже на марше был получен приказ о направлении в состав 1-го гвардейского кавалерийского корпуса генерал-майора П. А. Белова. 27 ноября к 8 утра бригада заняла оборону в Зарайске, использовав танки в засаде.

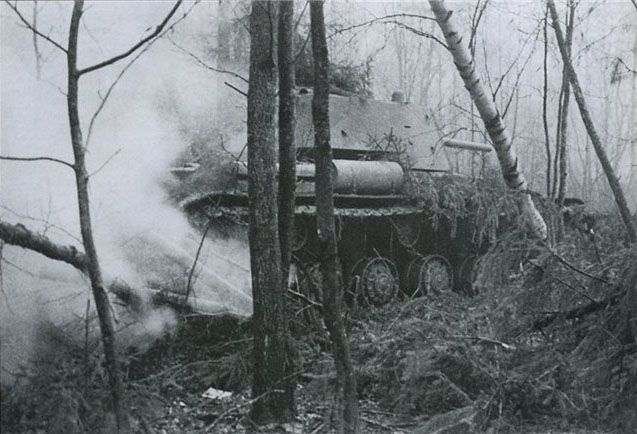
Танк КВ-1 ведёт бой в лесу.

25 ноября 1941 года сложилось тяжёлое положение на участке 50-й армии, на левом фланге Западного фронта. Немецкое командование повернуло часть сил на Руднево и на Зарайск. Ранее в результате прорыва обороны 50-й армии в середине ноября, Ставка уже приняла ряд срочных мер по укреплению важных в оперативном отношении рубежей и пунктов северо-восточнее Тулы. Кроме созданных Тульского и Венёвского боевых участков, были созданы Рязанский, Зарайский, Каширский, Коломенский и Лаптевский боевые участки с подчинением их Западному фронту. Для обороны Зарайского боевого участка были направлены 9-я танковая бригада и два отдельных танковых батальона (27-й и 135-й).
В то же время, из-за распыления сил немецкого 24-го танкового корпуса в поисках слабых мест в советской обороне, противник терял своё превосходство в силах и средствах на всех направлениях своего наступления. Поэтому уже 26 ноября 1941 года немецкие части были остановлены на подступах к Лаптевскому, Каширскому, Зарайскому и Рязанскому боевым участкам, хотя силы этих участков были небольшими. В такой обстановке по указанию Ставки Верховного Главнокомандования в районе Каширы была создана фронтовую подвижную группу в составе 2-го кавалерийского корпуса (с 26 ноября 1941 года — 1-й гвардейский кавалерийский корпус), 112-й танковой и 173-й стрелковой дивизий, 9-й танковой бригады, 15-го полка гвардейских миномётов и двух отдельных танковых батальонов (127-й и 35-й) под командованием командира 2-го кавалерийского корпуса генерала П. А. Белова. Группе была поставлена задачу «разбить противника, наступающего в северо-восточном направлении и в направлении Зарайск и Рязань».
К исходу дня 27 ноября 1941 года бригада закончила сосредоточение под Каширой, где 28-29 ноября предприняла контрудар совместно с двумя отдельными танковыми батальонами (127-й и 35-й) в направлении Пятница, Ожерелье, в результате чего противник был отброшен на юг на 15 км и перешёл к обороне. В ночь на 30 ноября, подтянув из района Михайлова части 29-й моторизованной и 167-й пехотной дивизий, немцы пытались контратаковать, но все контратаки были отбиты. Приказом № 89 от 30 ноября частям предписывалось закрепиться на достигнутом рубеже в готовности продолжать наступление в направлении Венёва на широком фронте, имея на флангах танковые части, а в центре — кавалерийский корпус.

### Тульская наступательная операция
1 декабря подвижная группа генерала Белова предприняла наступление, в ходе которого 112-я танковая дивизия с 35-м отдельным танковым батальоном и 9-я танковая бригада с 127-м отдельным танковым батальоном к исходу дня овладели Павловское и Тюнеж. На этом рубеже несколько дней отбивали контратаки, некоторые пункты по несколько раз переходили из рук в руки. 4 декабря противник потеснил 9-ю танковую бригаду, но контратаками 2-й гвардейской кавалерийской дивизии и 127-го отдельного танкового батальона положение восстановлено. В течение 5 декабря противник в результате больших потерь отошёл на рубеж Афонасьевка, Уваровка, Марыгино и перешёл к обороне.
Таким образом, в результате успешного контрудара подвижной группы генерала Белова наступление немецких войск на Каширском направлении было сорвано. Понеся большие потери и не достигнув успеха, немецкое командование вынуждено было с 5 декабря отказаться от наступления и перейти к обороне. Тем самым Тульская оборонительная операция плавно перешла в Тульскую наступательную операцию советских войск.
9 декабря 2-я гвардейская кавалерийская дивизия с 9-й танковой бригадой вышли в район Медведки, Гати с задачей взять Сталиногорск 2-й (Индустриальный район). 9-я танковая бригада наступала с востока, её танкистам пришлось проходить по льду, причём три танка из пяти провалились и затонули. В результате боёв с 10 по 11 декабря Сталиногорск был освобождён. С юга Сталиногорск 1-й (Соцгород) освобождали силы 10-й армии.
14 декабря 2-я гвардейская кавалерийская дивизия с 9-й танковой бригадой овладели станцией Узловая и начали преследование отходящего противника в западном направлении. 25 декабря 9-я танковая бригада передислоцирована в Крапивну для пополнения и ремонта материальной части.
Приказом НКО № 1 от 5 января 1942 года переформирована во 2-ю гвардейскую танковую бригаду.

## Полное название
9-я танковая бригада

## Подчинение
С 27 сентября 1941 по 5 января 1942 года — в составе Действующей армии.
| Дата          | Корпус | Армия               | Фронт (военный округ)    |
| ------------- | ------ | ------------------- | ------------------------ |
| на 01.09.1941 | -      | -                   | Московский военный округ |
| на 01.10.1941 | -      | 4-я отдельная армия | -                        |
| на 01.11.1941 | -      | 43-я армия          | Западный фронт           |
| на 01.12.1941 | -      | -                   | Западный фронт           |
| на 01.01.1942 | -      | -                   | Западный фронт           |

## Командиры
- полковник И. Ф. Кириченко (с 14.09.1941 по 05.01.1942)

## Память
Память о бойцах бригады, освобождавших город Сталиногорск, увековечена в мемориале павшим в Великой Отечественной войне (город Новомосковск Тульской области).